# Real People
| Recensione       | Giudizio |
| ---------------- | -------- |
| AllMusic         | [ 1 ]    |
| Robert Christgau | A        |

Real People è il quarto album della band statunitense Chic, pubblicato nel 1980 dall' Atlantic Records. Include i singoli Rebels Are We e Real People. L'album è stato uno dei quattro prodotti da Bernard Edwards e Nile Rodgers nel 1980.
Real People ha raggiunto la trentesima posizione della US Album Chart e la sesta della R&B Chart, un modesto piazzamento, contando anche il notevole successo dell'album Diana di Diana Ross, uno dei quattro album prodotti nel 1980 dal duo Edwards-Rodgers, insieme agli altri Love Somebody Today delle Sister Sledge e King of the World di Sheila & B. Devotion.

## Tracce
Tutte le tracce sono state scritte da Bernard Edwards e Nile Rodgers.

### Lato A
1. Open Up – 3:52
2. Real People – 5:20
3. I Loved You More – 3:06
4. I Got Protection – 6:22

### Lato B
1. Rebels Are We – 4:53
2. Chip Off the Old Block – 4:56
3. 26 – 3:57
4. You Can't Do It Alone – 4:39